# 田坂定孝
田坂 定孝（たさか さだたか、1901年11月28日 - 1990年7月22日）は日本の医学者、内科医。東京出身。東京帝国大学卒業。新潟大学（新潟医科大学）教授、千葉大学教授、東京大学教授を歴任した。
- 1933年 6月　東京大学 医学博士。論文の題は「体温の研究」[2]。
- 1959年9月20日、日本肝臓学会会長就任。
- 1969年、紫綬褒章受章[1]。
- 1974年4月29日、勲一等瑞宝章受章。
- 1981年5月16日、財団法人日本内視鏡医学研究振興財団の設立発起人となる。墓所は多磨霊園[3]。

## 著書
- 老人医学　上・中・下
- 症候群事典（金原出版）
- 現代内科学体系　感染症1～4（中山書店）
- 現代内科学体系　消化器疾患1～4（中山書店）
- 主要症状から見た各科救急療法（南江堂）
- 内科医の悩み（薬事ニュース社）
- 低周波脊髄・頭部通電療法（内外医学社）